# Municipio de Battlefield B
El municipio de Battlefield B (en inglés: Battlefield B Township) es un municipio ubicado en el condado de Greene en el estado estadounidense de Misuri. En el año 2010 tenía una población de 4199 habitantes y una densidad poblacional de 501,31 personas por km².

## Geografía
El municipio de Battlefield B se encuentra ubicado en las coordenadas 37°7′24″N 93°21′25″O / 37.12333, -93.35694. Según la Oficina del Censo de los Estados Unidos, el municipio tiene una superficie total de 8.38 km², de la cual 8.34 km² corresponden a tierra firme y (0.37%) 0.03 km² es agua.

## Demografía
Según el censo de 2010, había 4199 personas residiendo en el municipio de Battlefield B. La densidad de población era de 501,31 hab./km². De los 4199 habitantes, el municipio de Battlefield B estaba compuesto por el 91.97% blancos, el 1.31% eran afroamericanos, el 0.45% eran amerindios, el 3.43% eran asiáticos, el 0.02% eran isleños del Pacífico, el 0.9% eran de otras razas y el 1.91% pertenecían a dos o más razas. Del total de la población el 1.88% eran hispanos o latinos de cualquier raza.